# Niederwald VS
| VS ist das Kürzel für den Kanton Wallis in der Schweiz. Es wird verwendet, um Verwechslungen mit anderen Einträgen des Namens Niederwald zu vermeiden. |

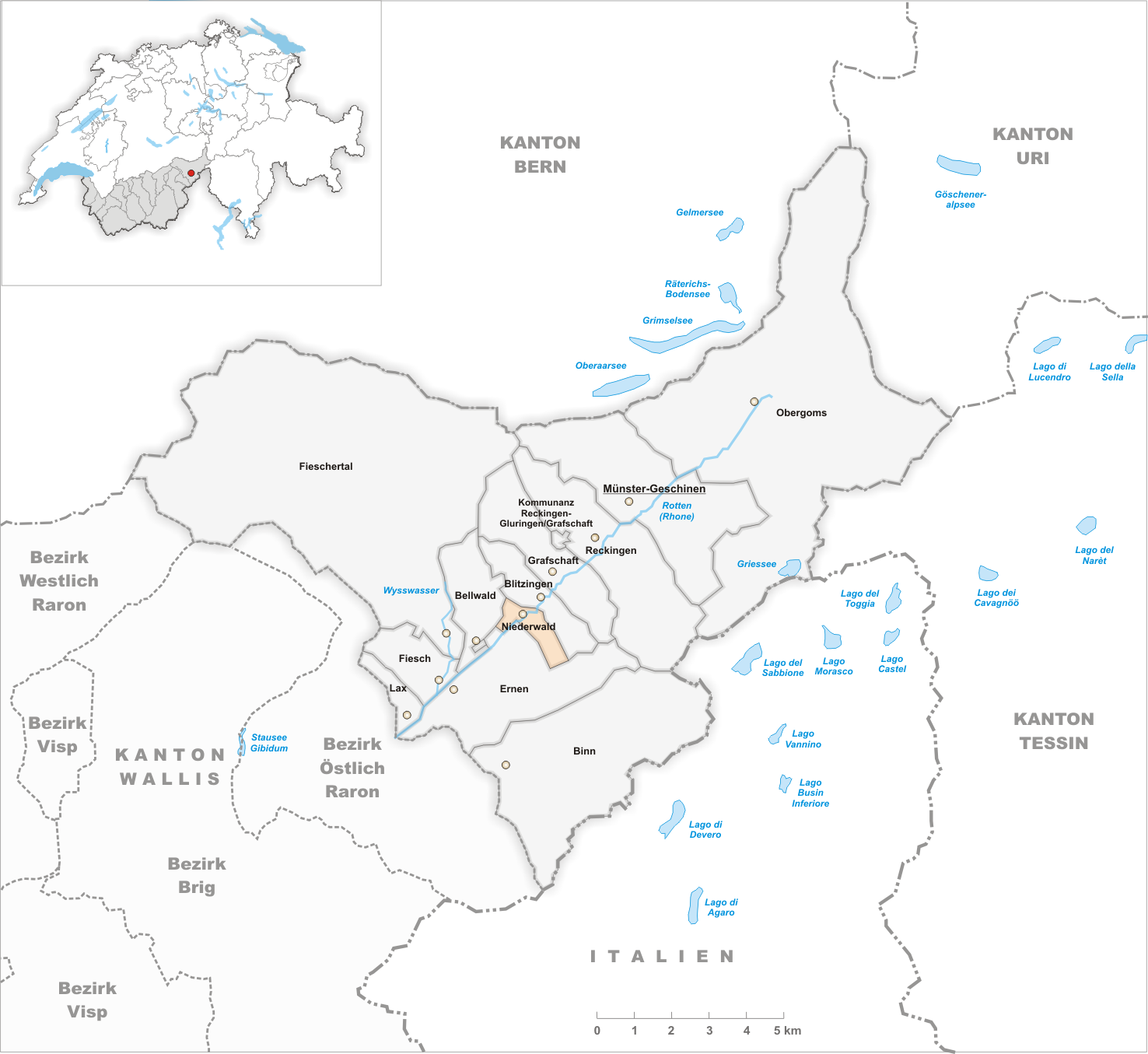
Gemeindestand vor der Fusion am 1. Januar 2017

Niederwald (walliserdeutsch: Niderwaud [ˌnɪdərˈβɑːu̯t]) ist eine in der Munizipalgemeinde Goms im Bezirk Goms des Schweizer Kantons Wallis liegende Ortschaft. Sie bildet zugleich eine Pfarrgemeinde, die zum Dekanat Ernen gehört.

## Geschichte
Am 1. Januar 2017 fusionierte Niederwald mit den Gemeinden Blitzingen, Grafschaft, Münster-Geschinen und Reckingen-Gluringen zur neuen Gemeinde Goms.
César Ritz, der Gründer der Nobelhotels Ritz, wurde 1850 in Niederwald geboren. 1898 eröffnete er als erstes seiner Luxushotels das Hotel Ritz in Paris. Später folgten das Hotel Ritz in London und andere Hotels in weiteren Städten. Mit seiner Frau und seinem Sohn fand er in Niederwald seine letzte Ruhestätte.

## Bevölkerung
| Bevölkerungsentwicklung | Bevölkerungsentwicklung | Bevölkerungsentwicklung | Bevölkerungsentwicklung | Bevölkerungsentwicklung | Bevölkerungsentwicklung | Bevölkerungsentwicklung | Bevölkerungsentwicklung | Bevölkerungsentwicklung |
| ----------------------- | ----------------------- | ----------------------- | ----------------------- | ----------------------- | ----------------------- | ----------------------- | ----------------------- | ----------------------- |
| Jahr                    | 1850                    | 1900                    | 1950                    | 2000                    | 2010                    | 2012                    | 2014                    | 2016                    |
| Einwohner               | 123                     | 123                     | 145                     | 70                      | 47                      | 49                      | 45                      | 45                      |

## Sehenswürdigkeiten
Sehenswert sind die Pfarrkirche St. Theodul aus dem Jahre 1666, der Dorfplatz mit dem Cäsar-Ritz-Brunnen sowie die alten Obergommerhäuser.

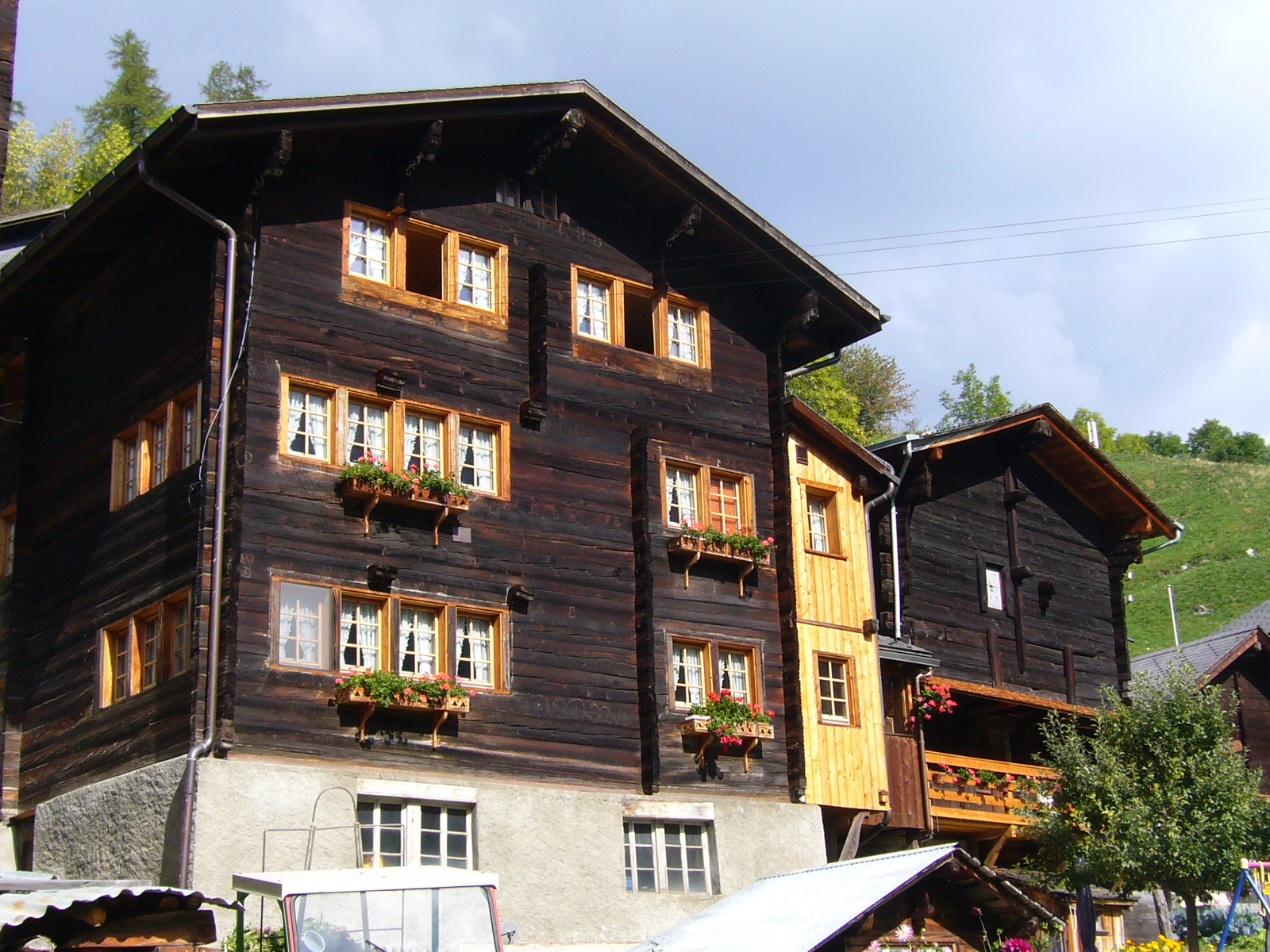
Am Dorfplatz
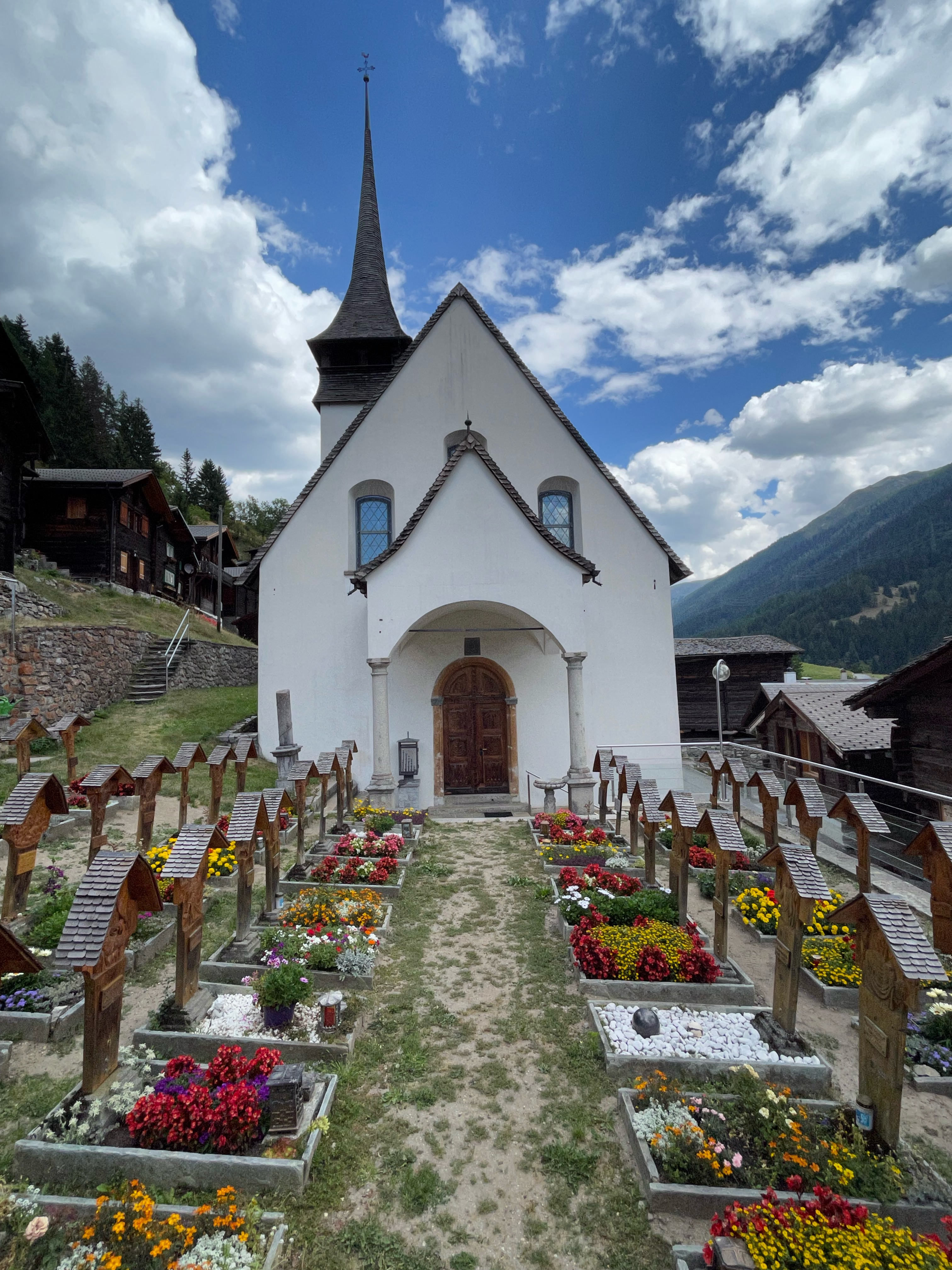
Kirche St. Theodul
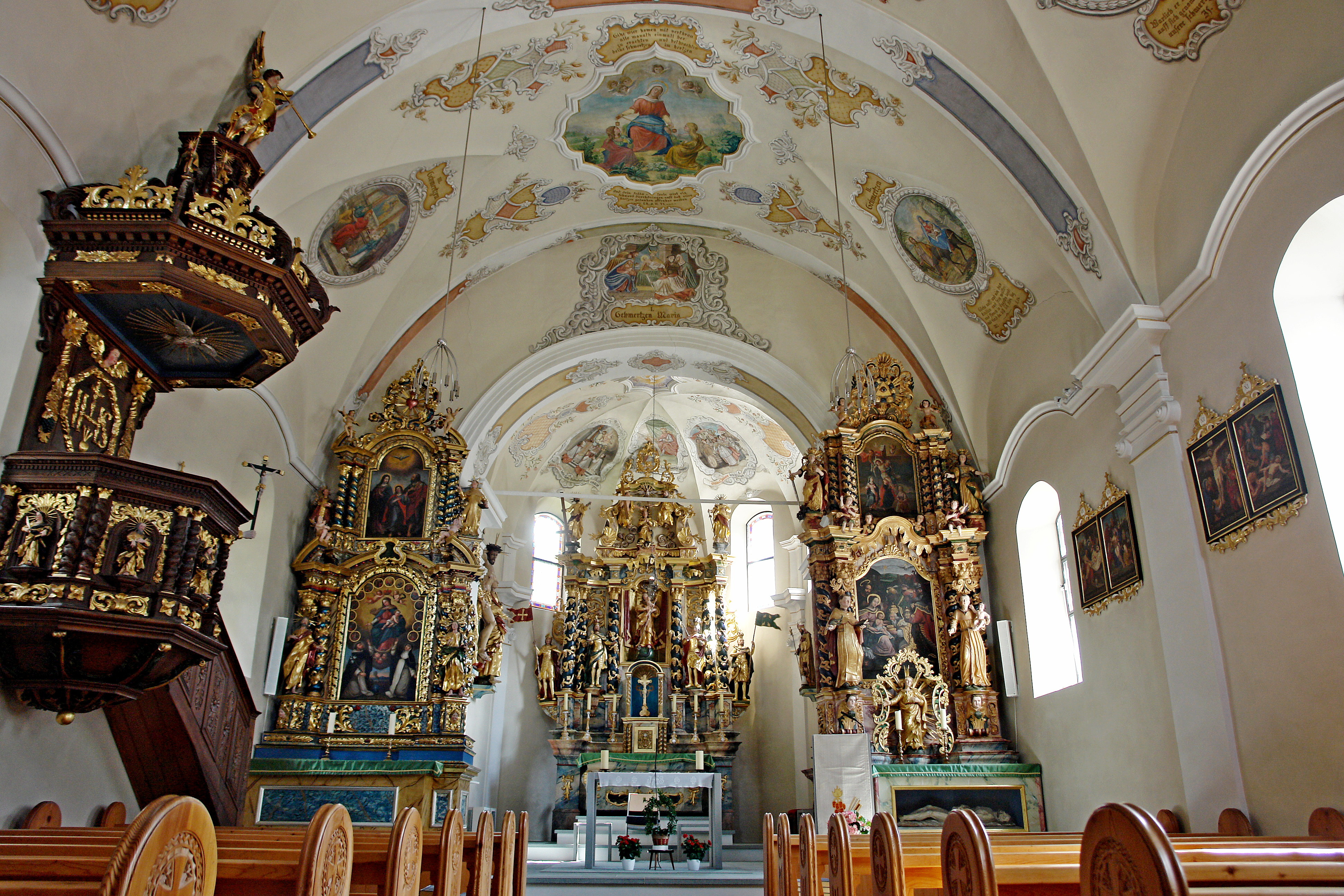
Innenraum der Kirche St. Theodul
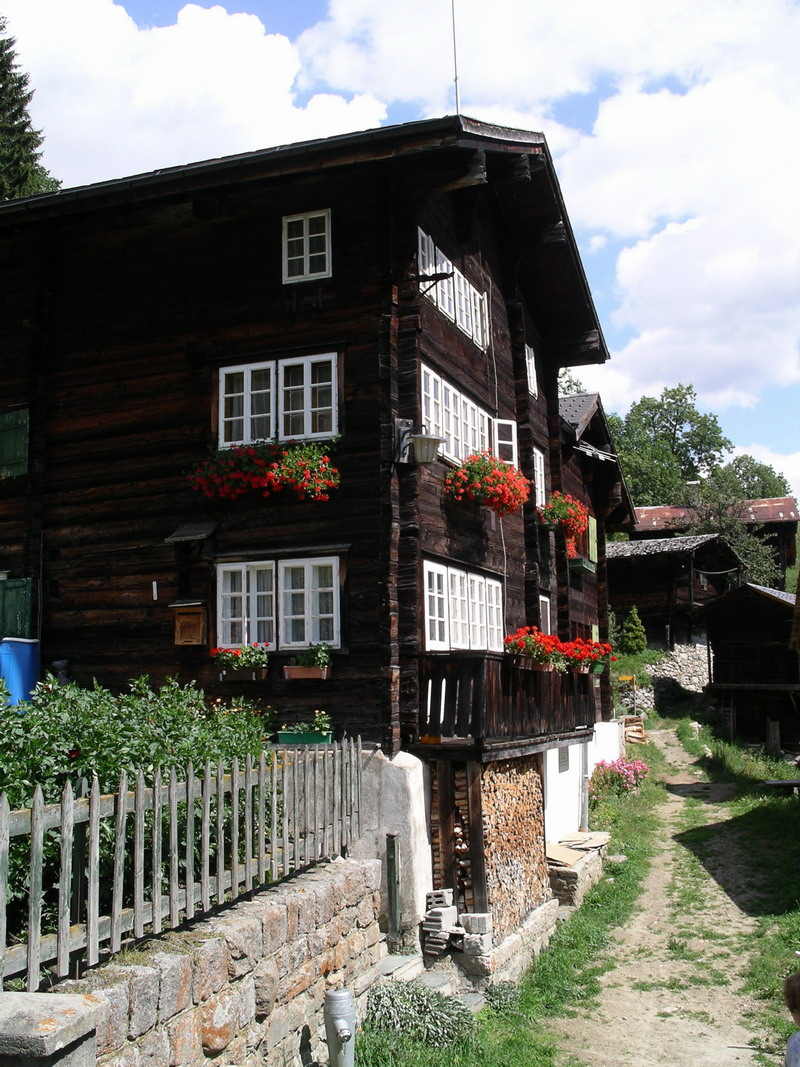
Geburtshaus von Cäsar Ritz
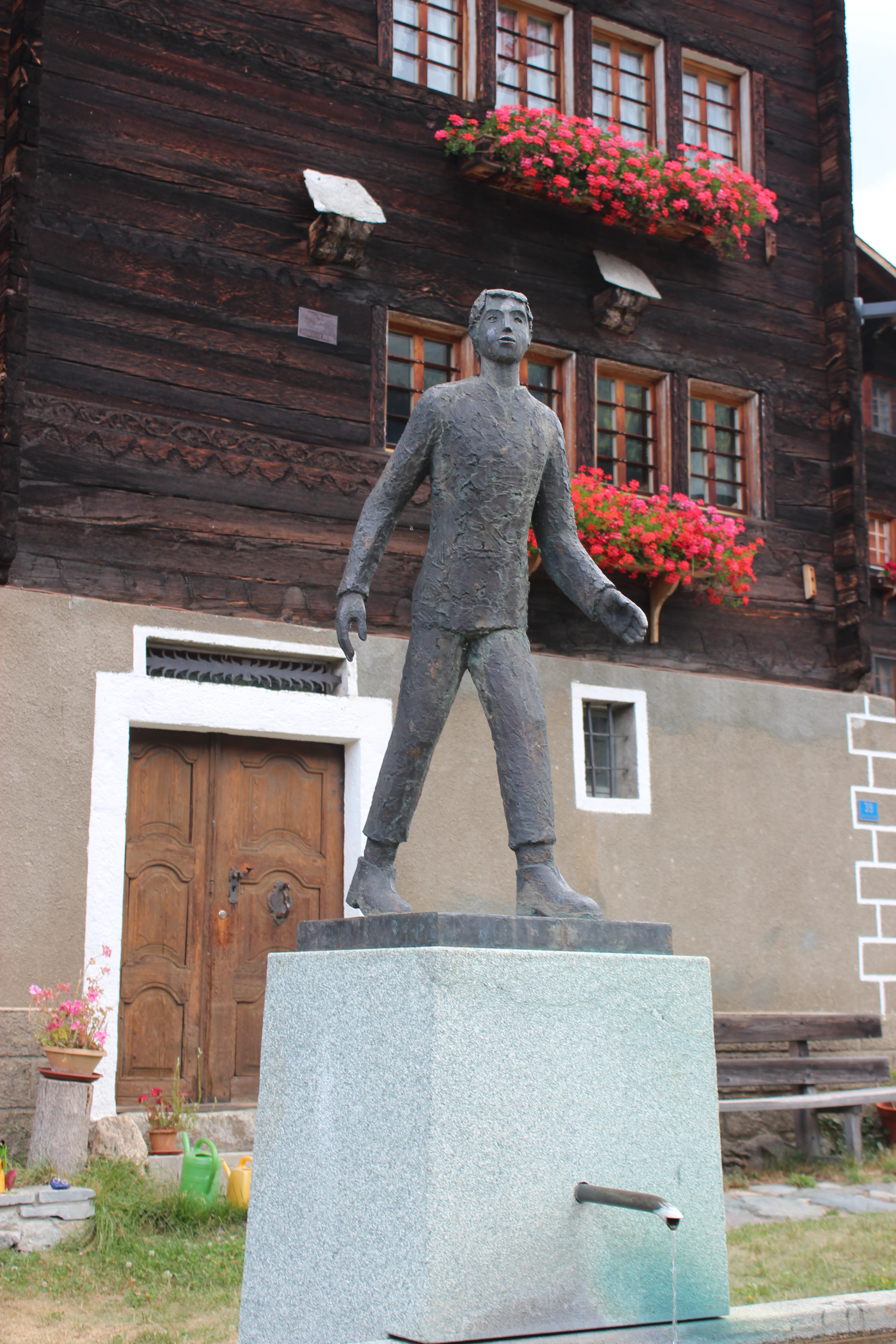
Cäsar-Ritz-Brunnen
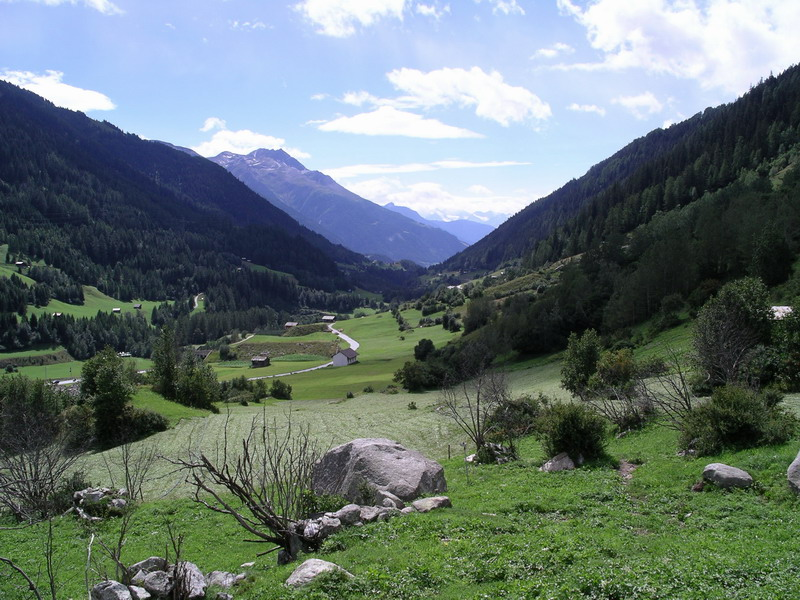
Aussicht oberhalb Niederwald